# Pterochilus capensis
Pterochilus capensis är en stekelart som beskrevs av Henri Saussure. Pterochilus capensis ingår i släktet Pterochilus och familjen Eumenidae. Inga underarter finns listade i Catalogue of Life.